# Princess Alice and the Broken Arrow
Princess Alice and the Broken Arrow je čtrnácté studiové album anglické progresivně rockové skupiny Magnum, vydané 26. března 2007.

## Seznam skladeb
Všechny skladby napsal Tony Clarkin.

### Disk 1
1. "When We Were Younger" — 7:00
2. "Eyes Wide Open" — 5:54
3. "Like Brothers We Stand" — 5:35
4. "Out of the Shadows" — 6:58
5. "Dragons Are Real" — 5:21
6. "Inside Your Head" — 6:01
7. "Be Strong" — 5:40
8. "Thank You for the Day" — 5:10
9. "Your Lies" — 4:34
10. "Desperate Times" — 5:22
11. "You'll Never Sleep" — 4:57

### Bous na Japonské verzi
1. "Like Brothers We Stand" [Radio Edit] — 3:33

### DVD Bonusy
- The Making of Princess Alice and the Broken Arrow
- Interviews with Band Members
- "Dragons Are Real" Recording Studio Video
- Slideshow

## Sestava
- Tony Clarkin - kytara
- Bob Catley - zpěv
- Al Barrow - baskytara
- Mark Stanway - klávesy
- Jimmy Copley - bicí

Host
- Jim Lea - housle (v "You'll Never Sleep")